# Matt Ghaffari
Matt Ghaffari, född den 11 november 1961 i Teheran, Iran, är en amerikansk brottare som tog OS-silver i supertungviktsbrottning i den grekisk-romerska klassen 1996 i Atlanta. 